# Puerto Alegría
Puerto Alegría è un distretto dipartimentale della Colombia facente parte del dipartimento di Amazonas.